# Freunde mit Geld
Freunde mit Geld (Friends with Money) ist eine Filmkomödie der Regisseurin Nicole Holofcener aus dem Jahr 2006 mit Jennifer Aniston, Frances McDormand, Joan Cusack und Catherine Keener in den Hauptrollen. Die Exlehrerin Olivia schlägt sich als Putzfrau durch den Alltag von Los Angeles und bemerkt, wie wenig die Lebenskrisen ihrer gesellschaftlich über ihr stehenden Freundinnen noch mit ihrer eigenen Situation zu tun haben.

## Handlung
Olivia unterrichtete bis vor einem Jahr an einer teuren Privatschule, arbeitet jetzt aber lieber als Putzfrau, als sich von arroganten Oberstufenschülern mobben zu lassen. Sie trauert einer unglücklichen Affäre mit einem verheirateten Mann nach, den sie mit anonymen Anrufen belästigt. Das Schnorren teurer Kosmetikproben in Kaufhäusern hat sie zur hohen Kunst entwickelt. Sie ist einerseits frustriert von den Gefälligkeiten ihrer wohlhabenden Freundinnen, andererseits wieder genervt von ihren beharrlichen Rückfragen, als sie sich zwecks Umschulung eine größere Summe von ihnen leihen möchte. Olivia ist befreundet mit drei Paaren.
Jane ist Modedesignerin, verheiratet mit Aaron. Jane weiß an kaum jemandem ein gutes Haar zu lassen. Sie versteht es, die Ungerechtigkeiten im Alltag zu Tobsuchtsanfällen aufzuschaukeln, bis sie eines Tages aus geringem Anlass einen Unfall mit einer Glastür erleidet und im Krankenhaus landet. Trotz ihres Berufs legt sie kaum Wert auf die eigene Kleidung und Körperhygiene. Aaron, ein liebevoller Vater und rücksichtsvoller Ehemann, der so sehr auf Höflichkeit und elegante Kleidung achtet, dass ihn Janes Freundinnen für einen verkappten Schwulen halten, fällt ihr auf die Nerven.
Für Christine ist das gemeinsame Drehbuchschreiben mit ihrem Mann David unerträglich geworden. Sie beginnt ihn zu hassen für die rücksichtslose Besessenheit, mit der er ihre zerbröckelnde Ehe durch eine monströse Aufstockung ihrer Villa kitten will, die die Wohnqualität aller Nachbarn negativ beeinträchtigt, und für seine verletzende Offenheit. Dabei tragen die beiden ihren Konflikt vordergründig beim gemeinsamen Drehbuchschreiben aus, indem sie die handelnden Figuren Stellvertreterkriege führen lassen.
Franny ist wunschlos glücklich mit Matt, einem Multimillionär. Bei so viel Geld erübrigen sich Karrierefragen, und so konzentriert sich Franny ganz auf die Erziehung der Kinder sowie die Veranstaltung von aufwendigen Wohltätigkeits-Abendessen. Das einzige Konfliktpotential besteht in Erziehungsfragen bezüglich der gemeinsamen Kinder, die Matt allzu gerne materiell verwöhnt.
Franny versucht, Olivia durch ein Date mit ihrem Fitnesstrainer Mike von ihrer letzten Affäre abzubringen. Doch Mike entpuppt sich als fauler Macho, der lediglich an schnellem Sex interessiert ist, für seine Gesellschaft Bezahlung einfordert und Olivia zu Weihnachten ein Dienstmädchen-Outfit schenkt, um seine eigenen voyeuristischen Triebe zu befriedigen.
Zum nächsten gemeinsamen Treffen der Freunde, einem der besagten Wohltätigkeits-Abendessen, bringt Olivia ihre Zufallsbekanntschaft Marty mit, einen scheinbar arbeitslosen Einzelgänger mit Frisurproblem. Marty war einer von Olivias Auftraggebern beim Putzen, der sich erdreistete, sie auch noch beim Preis runterzuhandeln, und sie geht mehr aus Verzweiflung mit ihm aus. Marty kann jedoch unter Olivias Freunden bestehen, was nicht weiter verwunderlich ist, offenbart er doch Olivia am Ende des Dates, dass er nicht arbeitet, weil er von einem wirklich hohen Erbe leben kann. Am folgenden Morgen erwachen sie im selben Bett.

## Kritiken
„Die episodisch erzählte Komödie gehorcht der simplen Dramaturgie einer Fernseh-Sitcom. Auch die soliden Darsteller können der schablonenhaften Figurenpsychologie kein Leben einhauchen.“

„Leider nahezu unbeachtet lief Friends with Money in den USA, obwohl der Film einiges an Ausdruck und Unterhaltung zu bieten hat. Dafür sorgen nicht nur die tollen Darstellerleistungen, sondern auch das gute Drehbuch, welches eine tiefgehende Geschichte erzählt aber dennoch den Humor nicht zu kurz kommen lässt.“

„Das wahre Prunkstück neben der natürlich erstklassigen Besetzung ist Holofcener mit der geschickten Anlage ihrer Charaktere gelungen. […] Was die Inszenierung angeht, hält sich Holofcener komplett zurück und stellt sich voll und ganz in den Dienst ihrer Figuren und deren Geschichten. Ohne irgendwelche Spielereien filmt sie das Geschehen einfach nur grundsolide ab, was aber gerade in diesem Genre keinen wirklichen negativen Kritikpunkt darstellt. Und langweilig wird einem eh nicht, dafür wechselt der Film einfach auch viel zu schnell zwischen den einzelnen Handlungssträngen hin und her, lässt eine herkömmliche Komödiendramaturgie sowieso vermissen. Vielmehr macht es gerade einen Teil der Qualität von ‚Friends With Money‘ aus, dass er im Endeffekt, auch wenn es im Verlauf mal die eine oder andere Entwicklung gibt, nur einen Ausschnitt – ohne klar definierten Anfang oder abschließendes Ende – aus dem Leben der Frauen zeigt, wodurch er sich noch einmal deutlich von der Dutzendware der Konkurrenz positiv abheben kann.“

## Auszeichnungen
Frances McDormand gewann 2007 den Independent Spirit Award als beste Nebendarstellerin. Nicole Holofcener als Drehbuchautorin wurde für den Independent Spirit Award nominiert, unterlag jedoch Jason Reitman (Thank You for Smoking). Nicole Holofcener gewann 2006 den Women in Film Crystal Award (Dorothy Arzner Directors Award).

## DVD-Veröffentlichung
Die deutschsprachige Veröffentlichung auf DVD fand schon ein halbes Jahr nach dem Kinostart unter dem englischen Originaltitel am 6. März 2007 statt. Diese DVD beinhaltet einen Audiokommentar der Regisseurin und des Produzenten, der enthüllt, dass manche Szenen improvisiert wurden und aufgrund des Mitwirkens Jennifer Anistons bei den Dreharbeiten in Los Angeles und Hollywood unter stetem Druck der Paparazzi stattfanden. Dies wird auch durch einen Blick hinter die Kulissen bei den Dreharbeiten (10 min) belegt, da man beispielsweise bei der ruhelosen Autofahrt Olivias im Hintergrund häufig die fotografierenden Paparazzi erblickt. Eine kurze Einspielung (3:25 min) zeigt die Premiere in Los Angeles und eine etwas längere Sequenz (4:25 min) dokumentiert diverse Interviews im Rahmen der Pressekonferenz als Eröffnungsfilm beim Sundance Film Festival.

## Wissenswertes
Nicole Holofcener konnte zunächst Catherine Keener für das Drehbuch begeistern. Diese lehnte die Rolle der Olivia ab, empfahl ihr jedoch dafür die eigene Freundin Jennifer Aniston. Nachdem Frances McDormand zugesagt hatte, war die Verpflichtung der anderen Schauspieler kein Thema mehr.